# Marian Wachowicz
Marian Wachowicz (ur. 1937, zm. 28 listopada 2018 w Radomiu) – polski inżynier, przedsiębiorca, twórca i właściciel TV Dami.

## Życiorys
Po transformacji systemowej w Polsce był jedną z pierwszych osób w kraju, które uruchomiły lokalne programy telewizyjne w oparciu o sieci telewizji kablowych. Pierwszą sieć telewizji kablowej założył jeszcze w 1989 w swojej rodzinnej Jeleniej Górze, a już w 1990 założył drugą sieć w Radomiu. W lutym 1992 uruchomił pierwszy z lokalnych kanałów działający pod nazwą TV Dami, zaś już w kolejnych latach nadawane przez niego kanały nadające pod wspólnym logo dostępne były także w Legnicy, Jeleniej Górze, Wałbrzychu, Oświęcimiu, Ostrowcu Świętokrzyskim, Skarżysko-Kamiennej oraz Rzeszowie. Na początku XXI wieku udziałowcem sieci kablowych założonych przez Mariana Wachowicza został Polsat, a następnie przejął je operator telekomunikacyjny spółka Vectra.
Należał także do współzałożycieli Samorządu Operatorów Telewizji Kablowej. Zmarł 28 listopada 2018 i został pochowany na cmentarzu przy ul. Sudeckiej w Jeleniej Górze. 